# Laç
Laç város Albánia északnyugati részén, Tiranától légvonalban 35 kilométerre észak-északnyugati irányban. Lezha megyén belül Kurbin község, valamint Laç alközség központja; ez utóbbi közigazgatási egység további települése a várossal mára összeépült Sanxhak. A 2011-es népszámlálás alapján az alközség népessége 17 086 fő. A korábban mezőgazdasági jellegű települést az 1960-as évektől gyors ütemben fejlesztették Albánia egyik jelentős iparvárosává, rézfeldolgozó és vegyipari központjává.

## Fekvése
Laç a Lezha–Tiranai-síkság keleti peremén, a Szkander bég hegység lábánál fekszik, a Mat völgyétől 5 kilométerre délre, az Adriai-tenger partvidékétől 12 kilométerre. A várostól nyugatra fut a Tiranát az északi határátkelőhellyel, Han i Hotittal összekötő SH1-es jelű főút. Az ezzel párhuzamosan futó SH39-es főút közvetlenül is összeköti Laçot az északi Milottal és a déli Mamurrasszal.

## Történelme
Laç vidéke hagyományosan a kurbinasok törzsi területe volt. 1899 és 1905 nevezetes lakója volt Shtjefën Gjeçovi (1874–1929) ferences szerzetes, aki kiterjedt néprajzi és népköltészeti gyűjtéseket végzett a kurbinasok körében.
A korábban falusias település iparosítása a negyedik ötéves tervidőszak során (1966–1970) indult meg, amikor szuperfoszfátüzemet telepítettek a városba. A hasonló profilú fieri üzemegységgel együtt a két gyárban évente 200 ezer tonna műtrágyát állítottak elő. A laçi üzem az 1980-as évek közepére megduplázta termelését, és 1990-ben újabb üzemegységekkel tervezték kibővíteni a műtrágyagyárat (évi 150 ezer tonnás kapacitással), erre azonban az ország gazdasági helyzetének súlyosbodása és a rendszerváltás miatt végül nem került sor. A város fejlődéséhez hozzájárult, hogy az 1960-as években kiépítették a Durrës–Laç vasútvonalat, amelyet az 1970-es évek második felében Lezhán át Shkodráig hosszabbítottak meg. A hatodik ötéves tervben (1976–1980) épült fel a város rézolvasztó üzeme, amely a rubiki kohókkal együtt hozzájárult ahhoz, hogy Albánia a világ krómtermelésének egynyolcadát állítsa elő. Az említetteken túlmenően kénsavat is előállítottak Laçban, ezenkívül működött a városban bőrfeldolgozó üzem, üveggyár, fa- és cellulózipari üzemegységek is. A rendszerváltás, 1991 után a számos embernek munkát adó gyárak java része bezárt, a lakosság jelentős hányada munkanélküli lett.[forrás?]
1991 végén súlyos zavargások helyszíne volt a város. Miután az ország miniszterelnöke, Ylli Bufi bejelentette, hogy az ország élelmiszertartalékai csupán egy hétre elegendőek, a laçiak pékségeket és éttermeket fosztottak ki, valamint betörtek egy élelmiszer-ipari üzemegységbe is. Az események során két ember, köztük egy rendőr, vesztette életét. Az 1990-es évek óta az albán hadsereg egyik páncéloshadosztálya állomásozik a városban. A 2013. június 23-ai nemzetgyűlési választás legsúlyosabb incidensére került sor Laçban: az egyik szavazókör közelében lövések dördültek el, egy ellenzéki aktivista meghalt, egy demokrata párti jelölt pedig megsebesült.

## Nevezetességei
Laç jellegzetes Hoxha-korabeli iparváros, lakótelepekkel és üzemekkel, elenyésző látnivalóval.
A várost keletről szegélyező Gjonëmi-hegyen (Maja e Gjonëmit, 414 m), a központtól 4 kilométerre található a 16. századi Szent Antal-templom (Kisha e Shën Ndout), amely országos jelentőségű búcsújáró hely. A csodatévő szent hely második világháborúig virágzó kultusza a kommunizmus évtizedeire megszűnt, de 1990 óta minden év Antal-napján, június 13-án több ezer zarándok gyűlik össze – köztük muzulmánok – a templomnál közös rózsafüzér-imádságra és zsoltáréneklésre. A hely kultuszának fontos eleme egy bizonyos, itt szentként tisztelt Balázs pap (Shën Vlash, a. m. ’Szent Balázs’), aki a fáma szerint a pogányoktól menekülve egy közeli barlangban keresett menedéket. Érdekessége, hogy a személye köré szőtt albán legendáriumba beszűrődnek a tényleges szebasztei Szent Balázs tettei és attribútumai. Ezeknek a népi vallásossági reminiszcenciáknak az egyik jele, hogy a templomtól 500 méterre nyugatra álló, műemléki védelem alatt álló várromot a helyi népnyelv Szebaszte vára (kalaja e Sebastes) néven ismeri.